# Hypsiglena tanzeri
Hypsiglena tanzeri är en ormart som beskrevs av Dixon och Lieb 1972. Hypsiglena tanzeri ingår i släktet Hypsiglena och familjen snokar. IUCN kategoriserar arten globalt som otillräckligt studerad. Inga underarter finns listade i Catalogue of Life.
Arten är känd från tre ställen i centrala Mexiko. Den vistas i låga bergstrakter mellan 760 och 1070 meter över havet. Habitatet utgörs av torra buskskogar.